# Aguarda que te unten

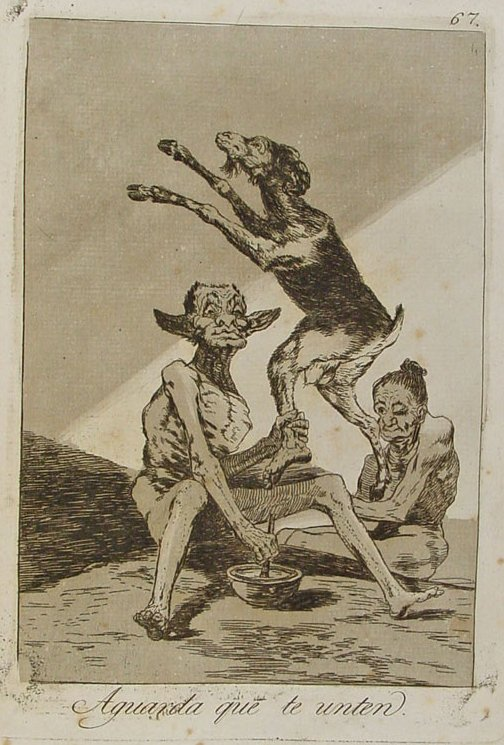
Aguafuerte Aguarda que te unten.

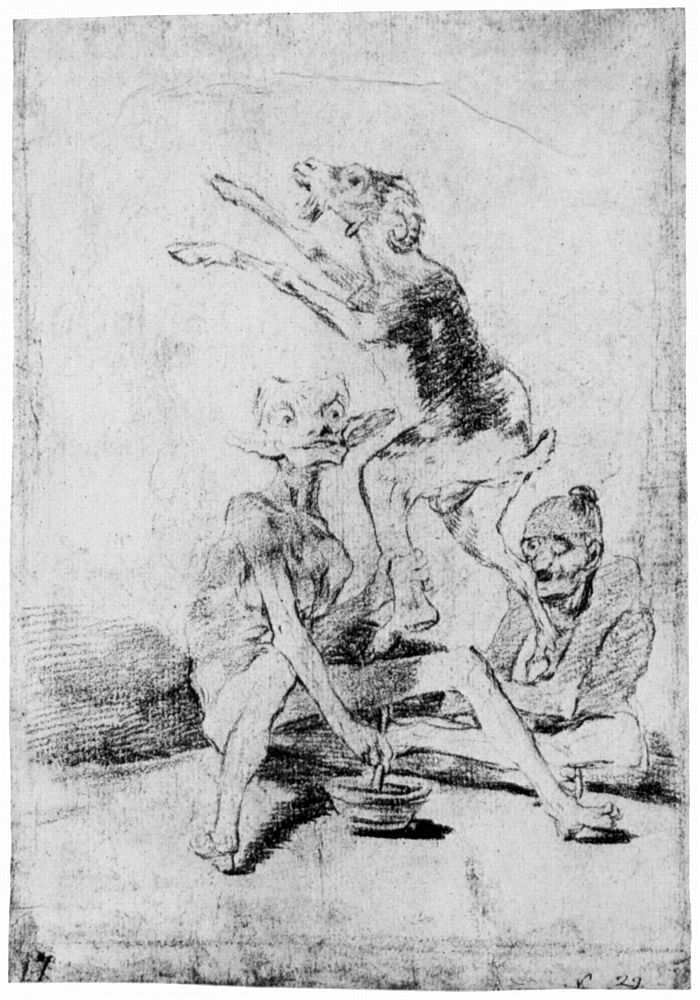
Dibujo preparatorio.

El aguafuerte Aguarda que te unten es un grabado de la serie Los Caprichos del pintor español Francisco de Goya. Está numerado con el número 67 en la serie de 80 estampas. Se publicó en 1799.

## Interpretaciones
Existen varios manuscritos contemporáneos que explican las láminas de Los Caprichos. El que se encuentra en el Museo del Prado se tiene como autógrafo de Goya, pero parece más bien despistar y buscar un significado moralizante que encubra significados más arriesgados para el autor. Otros dos, el que perteneció a Ayala y el que se encuentra en la Biblioteca Nacional, realzan la parte más escabrosa de las láminas.
- Explicación de esta estampa del manuscrito del Museo del Prado: Le envían a un recado de importancia y quiere irse a medio untar; entre los brujos los hay también troneras, precipitados, botarates, sin pizca de juicio; todo el mundo es país.[2]

- Manuscrito de Ayala: La Extrema-Unción.[2]

- Manuscrito de la Biblioteca Nacional: Con la untura de la ignorancia y la torpeza se convierten al final los hombres en cabrones. (La extrema-unción.)[2]